# Kalliosaari (ö i Viitasaari, Sammalinen)
Kalliosaari är en ö i Finland. Den ligger i sjön Sammalinen och Luotojärvi och i kommunen Saarijärvi i den ekonomiska regionen  Saarijärvi-Viitasaari och landskapet Mellersta Finland, i den centrala delen av landet, 270 km norr om huvudstaden Helsingfors. Öns area är omkring 720 kvadratmeter och dess största längd är 40 meter i öst-västlig riktning.